# 손더스-로 SR.A/1

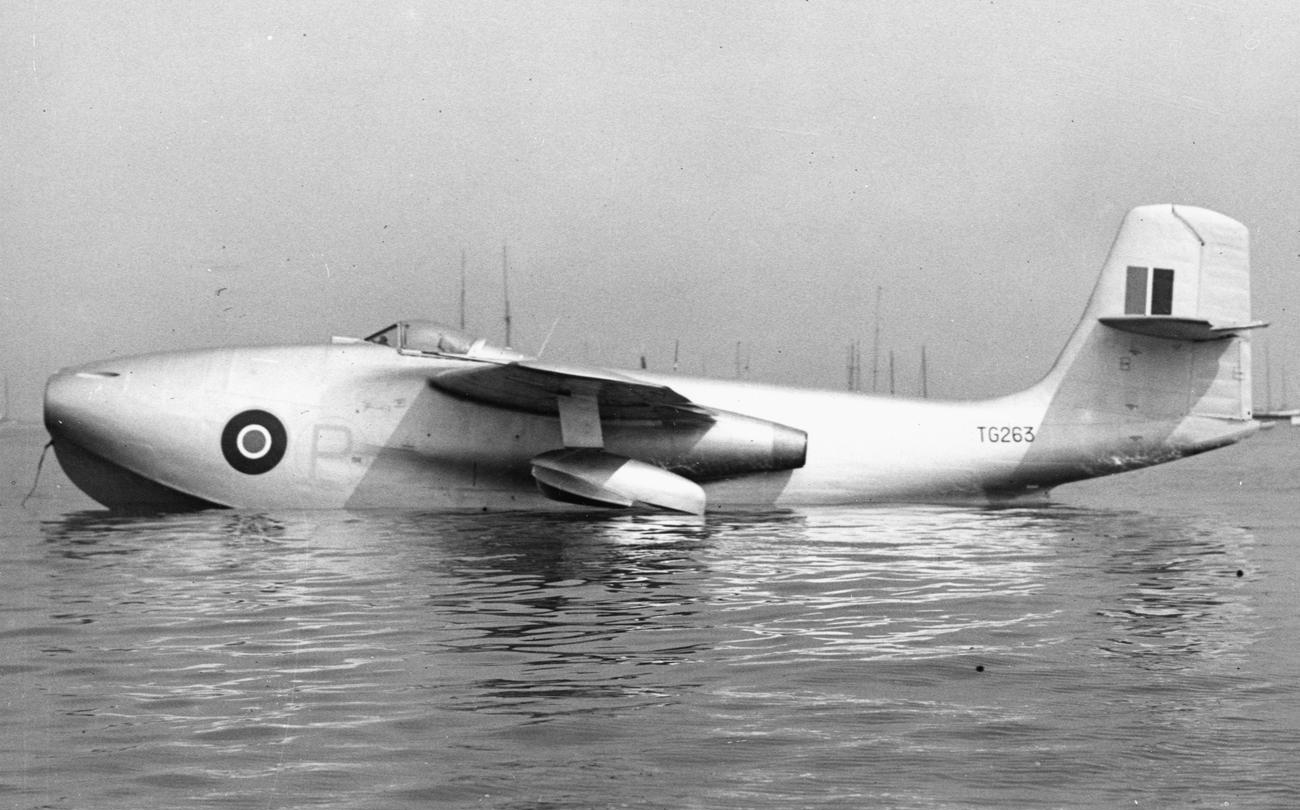
손더스-로 SR.A1

손더스-로 SR.A1(Saunders-Roe SR.A/1)은 태평양 전쟁에서 일본 해군이 운용한 2식 수상 전투기(나카지마 A6M2-N)와 교푸(가와니시 N1K) 같은 해상에서 작전이 가능한 수상 전투기가 높은 연료 소모율에도 불구하고 의외로 쓸모가 있다는 판단을 하게 되자 이에 직간접적으로 영감을 받아 탄생하게 된다. 항공 역사가 호레이스 프레드릭 킹에 따르면, 비록 그런 수상 전투기들의 성과와 업적은 널리 알려지지 않았지만, 2차 세계 대전 동안 나름 성공적으로 임무를 수행했다고 주장한다. 전간기까지 세계 최강의 해군으로 군림하던 영국 왕립 해군은 글로스터 시 글래디에이터(Gloster Sea Gladiator)를 도입하기 전까지 영국 항공모함에서 작전하는 모든 함상 전투기는 일반적인 휠을 갖춘 랜딩기어와 물 위에서 이 착수할 수 있게 해주는 플로트를 바꿔가며 장착할 수 있게끔 설계되었다. 이론적으로, 2차 대전의 태평양 전역에서 높은 성능을 보인 수상기는 후방에 속하는 해안이나 도서 지역을 비행장으로 삼아 작전하는 것이 가능했다. 물론 수상기의 단점과 한계는 명확했다. 이들의 가장 큰 약점은 육상 전투기에 비해 크고 거추장스러운 플로트 탓에 속도와 항속거리, 기동성, 상승 성능까지 모든 비행성능에 불이익을 안겨주기 때문에 비롯된 것이다.
이런 판단에 근거하여, 전간기부터 2차 대전 동안 일본, 이탈리아, 프랑스를 포함한 다른 열강에서는 여전히 수상기가 한동안 만들어지고 이용되었음에도 불구하고 영국은 항공모함과 육상기지에 기반을 둔 전투기에만 의존하며 수상 전투기는 제식으로 이용하지 않았다. 전쟁 초기 노르웨이 전역에서의 특수한 작전 요구를 충족하기 위해 호커 허리케인(Hawker Hurricane)과 슈퍼마린 스핏파이어(Supermarine Spitfire)에 플로트를 부착하는 수상 전투기 전환 형식은 소수 생산되었으나, 독일군이 이 전역에서 빠르게 승리를 거두자 더 이상 만들어지지 않았다. 그 후로도 영국이 수상 전투기를 대량 생산하는 일은 없었다.
영국에서도 굴지의 비행정 메이커로 명성을 쌓고 있던 손더스-로(Saunders-Roe) 사가 새로 개발한 제트 엔진을 갖춘 전투 비행정이 수상 전투기의 단점과 설계의 한계를 극복할 수 있는 기회를 제공한다는 사실을 인식한 것도 이런 배경에서였다. 제트 엔진은 프로펠러 회전에 필요한 여유 공간이 없어도 되기 때문에, 항공기의 동체를 물 위에 더 낮게 떠서 이 착수할 수 있는 보트형 선체를 쓸 수 있었다. 개발 당시 이용할 수 있던 핼포드 H.1(Halford H.1) 제트 엔진 2기를 이 비행정과 결합시키면 예상 성능은 12,192 m 고도에서 837 km/h로 계산되었는데, 이 정도 수준이라면 오히려 육상기를 앞지를 수 있다고 내다보였다.
손더스-로 기술진들은 수상 전투기가 육상 기지에서 작전하는 항공기보다 임무 현장이나 목적지에 더 가깝게 전진 배치될 수 있기 때문에, 특히 공격 임무에 수반되는 시간과 노력을 모두 줄일 수 있다고 판단했다. 초기 제트 항공기는 거의 예외 없이 연료 소모량이 높았기 때문에 기존 레시 프로 항공기라면 왕복할 수도 있는 범위를 편도 비행만 되는 수준이어서 이 결점을 극복할 수 있는 대책이 시급했었다. 게다가 이들에 따르면 사실상 모든 수역에 대한 전개 작업은 별도의 시설물 설치 소요가 적어서 지상군의 작전 준비에 거의 영향을 미치지 않고 수행할 수 있다고 예상했다.

## 발주 및 생산 준비
1943년 중반, 손더스-로 사는 이런 신선한 이론으로 무장하고 SR.44로 지정된 그들의 아이디어를 영국 항공성에 제시했다. 국방부 관계자들에 의해 이 설계에 대한 비판이 제기되었는데, 여기에는 쓸데없는 억측도 상당 부분 포홤되어 있었지만 다른 한편으로는 이 초안대로라면 고공에서 운용하기에는 날개 두께나 익현이 기존의 고속 전투기에 비해 너무 높은 값으로 보인다는 설득력 있는 관측도 포함되어 있었다. 이런 비판에 대응하여, 개발진들은 설계 초안은 고공 작전이 가능하게끔 수정되고 다듬어졌다. 1944년 4월, 항공성은 변경된 설계안에 대한 직접적인 대응으로 요구가 양서 E.6/44를 발행했다. 바로 그다음 달에 2대의 프로토타입 제작에 관한 개발 계약이 손더스-로 측에 주어졌다.
이 시점에서 SR.44에 대해서 항공성이 품고 있는 의도가 있었다. 이 수상 전투기는 유럽 전선이나 대서양 전선이 아니라 태평양 전역에서 일본군에 대응하여 사용되어야만 한다. 따라서, 즉각적인 대량 생산을 지원하기 위한 몇 가지 조치가 개발 초기 단계에서부터 취해졌다. 개발진들은 시제기 제작에 들어가면서 처음 맞닥뜨린 구조와 기존 프로펠러 항공기와는 판이하게 다른 풍동실험 데이터를 접하면서 의외로 간단한 문제가 아니라는 사실을 깨닫게 된다. 이들이 그와 같은 문제들을 찾아내고 해결해나가는 동안 16개월이 훌쩍 흘러버렸고, 1945년 8월에 일본에 원폭이 떨어지면서 태평양 전쟁의 승리가 확정되었다. 전쟁이 끝난 직후, 손더스-로 임원들은 일본군을 상대하기 위해 고안된 이 수상 전투기를 만드는 작업보다는 곧 승객들이 넘쳐나게 될 것으로 예상되는 장거리 항공노선에 취역시킬 민간 대형 비행정에 관심을 기울이게 되었고, 그 결과물인 손더스-로 프린세스(Saunders-Roe Princess)에 회사의 운명을 걸고 전력을 기울이는 노선을 선택했는데, 결과적으로 이런 방침은 SR.44 전투기의 완성을 더욱 늦춰지게 만들었다. 게다가 전쟁이 끝나고 군용기 개발과 생산의 필요성이 크게 줄어들자, 영국 정부로서도 굳이 이 전투기의 생산에 채찍질을 가하지 않았고 압력은 현저히 줄어들었다.

## 시험비행과 개량
1947년 7월 16일, 손더스-로의 테스트 파일럿 제프리 타이슨(Geoffrey Arthur Virley Tyson : 1907~1987)이 조종한 프로토타입 1호기 손더스-로 SR.A1(Saunders-Roe SR.A1)이 첫 비행에 성공을 거둔다. 그로부터 2주 뒤, 타이슨은 해군과 공군, 비행 테스트를 주관하는 왕립 항공기 협회(Royal Aircraft Establishment)와 엔진 메이커 메트로폴리탄-비커스(Metropolitan-Vickers), 그리고 적어도 1명의 외국 정부와 기관을 대표하는 고위 관리들을 위해 다섯 번째 시범 비행을 선보였다. 이 전투 비행정은 비록 프로토타입 단계였으나 이어지는 비행 테스트 결과 비교적 우수한 성능과 양호한 운용 편리성을 갖추고 있음이 드러났다. 타이슨이 1948년에 영국 항공 우주 기업 협회(Society of British Aerospace Companies)가 주최하여 열린 에어쇼에서 굉음을 울리며 빠른 속도로 날며 곡예비행과 뒤집기 시범을 보여줌으로써 수만 명의 관중들 앞에서 그 민첩성이 공개적으로 발휘되었다.
하지만 완성된 3대의 시제기(TG263 / TG267 / TG271)는 그다지 운이 따르지 않았다. 에릭 브라운(Eric "Winkle" Brown : 1919~2016)이 조종간을 잡은 3호기는 1949년 8월 12일에 착수하다가 물속에 가라앉아 있는 통나무에 부딪혀 선체가 부서져 침몰하는 사고를 겪어 분실되었고, 2호기는 그로부터 두 달도 채 되지 않은 1949년 9월 27일에 영국 본토 항공전 기념식을 위해 바다 위를 스치듯 곡예비행을 펼치던 도중 해면에 충돌해 조종사 케네스 앨버트(Kenneth Albert : 1915~1949) 소령이 죽는 참사가 일어나 시험비행이 중단되어버렸다. 남은 온전한 1대의 원형 1호기는 그동안 얻은 정보를 바탕으로 수정되었다. 
고공비행을 위해 여압 캐빈이 완비된 SR.A1은 고속으로 몰아치는 물보라가 주는 압력과 충격을 견디기 위해 다소 작고 무거운 프레임으로 보강된 캐노피를 갖추고 있었던 탓에 조종사의 외부 시야가 좋지 않았으며, 이는 전투기로서는 감점 요인이었다. 그럼에도 불구하고, 위압된 조종석 내부는 상대적으로 넓어서 승무원 1명을 더 태우기에 충분한 공간이 있었다. 실제로 좌석이 설치되지는 않았으나, 조종석 후방에 1명의 승무원을 태울 공간이었었다. 조종사의 생존성을 높이기 위한 조치로서, SR.A1 프로토타입 중 2대는 최초로 제작된 마틴-베이커(Martin-Baker) 사출좌석이 장착되었다. 게다가 당시로서는 매우 복잡하고 정교한 자동 계류 시스템이 처음 도입되어 조종사가 외부의 보조 시설 없이 항공기를 계류시키고 조종석을 떠날 수 있게 되었다. 시험 결과, 이 장비로 인해 미미한 성능 저하는 있었지만 이 기술은 다른 비행정에도 응용할 수 있었기 때문에 계속 시험할 목적으로 계류 장비는 유지되었다. 이 전투기의 에어 인테이크는 물 위에서 뜨고 내릴 때 바닷물을 조금이라도 덜 삼키도록 가변 장치가 붙었는데 이것은 제트기로서는 처음 달린 설비였다. 또한 날개 아래 붙여진 보조 플로트는 비행 중에는 항력을 줄이기 위해 접어넣을 수 있게끔 교묘하게 만들어졌다.

## 문제점
제트 수상기의 개발 과정에서 나타난 근본적인 문제는 영국의 대기업 메트로폴리탄-비커스가 제트엔진 개발에서 손을 떼기로 결정하면서 안 그래도 본 궤도에 오르지 못해 생산 수량이 제한적이던 엔진을 구할 방법이 없어져 버린 점이다. 이 전투기를 추가 생산하려면 핼포드 엔진을 대신할 다른 엔진을 확보해야만 했는데, 당시로서는 여의치 않았다. 개발진이 예상 추력이 4,000 lb로 보강된 베릴(Metropolitan-Vickers F.2/4 Beryl) 엔진을 2호기에 달고 후보 목록에 올렸으나 이 엔진은 개발 도중에 나타나는 문제를 클리어하지 못하고 포기되어 버린다.무엇보다도, 이 전투 비행정은 그 독창적인 설계와 일부 육상기를 능가하는 유리한 기능을 갖추고 있음에도 불구하고, 해군 관계자들은 수상 전투기의 필요성이 전쟁이 끝나면서 완전히 사라졌다고 판단했다. 사업 결정권자인 해군의 제독들은 손더스-로 개발진들이 항공모함과 호위 함이 항공기나 잠수함 같은 다른 무기체계에 매우 취약하는 주장을 받아들이지 않았고 오히려 불쾌해했다고 한다. 그들의 경험으로는 태평양 전쟁에서 항모가 거둔 성공으로 증명된 가치는 전함을 대체하기에 충분했던 것이다.
엔진 부족과 추가 발주가 없어지자 이 프로젝트는 모든 작업이 중단되었고, 몇 대의 제작 중인 초기 생산분 기체들은 1950년 초까지 보관되었다. 그런데 1950년 6월 25일에 극동에서 한국전쟁이 발발하자, 이 수상 전투기에 관한 관심이 고조되면서 4개월 후인 1950년 11월에는 SR.A/1 프로그램이 잠시 부활되었다. 이런 관심은 단지 영국에만 국한된 것이 아니라, 미 국방부도 관심을 보여 상세한 기술 자료가 미국에 전달되었다. 그러나 엔진 문제를 당장 해결할 수 없는 것과 함께 기존의 육상 전투기 못지않게 함상 전투기들의 성능이 높아지고 있어 현 상태 그대로는 쓸모가 없다는 판단이 내려졌다. 이렇게 해서 이 수상 전투기는 두 번째이자 마지막으로 계획 중지 선고가 내려지게 된다. 1951년 6월에 SR.A/1 프로토타입 TG263호기가 마지막으로 비행했다. 그 기체는 현재 영국 사우샘프턴에 있는 솔렌트 스카이 박물관(Solent Sky Museum)에 박물관을 대표하는 귀중한 전시물로 남아있다.

## 계획 중지
SR.A/1의 채용 실패에도 불구하고 손더스-로는 일부 비교적 급진적인 개념을 포함하여 이 전투기와 흡사한 몇 가지 설계 연구를 수행하면서 군용 제트 수상기 개발에 관심을 보였다. 그중에는 SR을 기반으로 설계되거나 도면이 일부 작성된 초안도 있었다. 1950년대 초엽, 이 회사는 비행정을 육상 항공기의 성능에 보다 가깝게 하기 위해 스키식 이착수 장치가 특징인 새로운 전투기 설계안 "Saunders-Roe Hydroski"를 개발했다. 하이드로 스키 방식의 수상기는 동체가 육상 기와 다를 바 없이 비슷하지만 동체 안에 접어둔 스키를 꺼내 마치 비행기가 수상 스키를 타듯이 물 위를 미끄러질 수 있는 완전히 새로운 개념의 수상기였다. 이 방식이 실현되면 플로트나 보트형 동체가 일으키는 유체역학적인 페널티를 단번에 해결할 수 있는 획기적인 방안이었는데, 이 설계안은 프로젝트 P.121로 지정되었다. 하지만 더 이상 전투기를 물 위에서 작전시킬 필요성을 느끼지 못하던 군부는 이 계획안에 아무런 관심을 보이지 않았고, P.121에 대한 작업은 공식적인 지원을 받지 못했다. 1955년 1월 29일, 손더스-로 사는 시제기 제작을 진행하지 않고 그들이 시험비행하고 있던 프린세스 비행정에 회사의 역량을 결집시키기로 결정했다.